# Phylloscopus borealoides
A Phylloscopus borealoides a verébalakúak (Passeriformes) rendjébe, ezen belül a füzikefélék (Phylloscopidae) családjába és a Phylloscopus nembe tartozó faj. Korábban a Phylloscopus tenellipes alfajának tekintették. 11-12 centiméter hosszú. Kelet-Ázsia északi részén költ (a Szahalin-szigettől Kjúsú-szigetig), télen délebbre vonul (a Rjúkjú-szigetekre). Az erdős területeket kedveli. Többnyire rovarokkal táplálkozik. Májustól júniusig költ. Fészekalja 4-6 tojásból áll, a fiókák 14 nap alatt kelnek ki.

## Fordítás
- Ez a szócikk részben vagy egészben  a   Sakhalin leaf warbler című angol Wikipédia-szócikk fordításán alapul.  Az eredeti cikk szerkesztőit annak laptörténete sorolja fel. Ez a jelzés csupán a megfogalmazás eredetét és a szerzői jogokat jelzi, nem szolgál a cikkben szereplő információk forrásmegjelöléseként.